# 三才镇
三才镇，是中华人民共和国海南省陵水黎族自治县下辖的一个乡镇级行政单位。

## 行政区划
三才镇下辖以下地区：
大园村、乐安村、牛堆村、花石村、朝美村和港演村。